# Блейден (Небраска)
Блейден (англ. Bladen) — селище (англ. village) в США, в окрузі Вебстер штату Небраска. Населення — 205 осіб (2020).

## Географія
Блейден розташований за координатами 40°19′24″ пн. ш. 98°35′45″ зх. д. / 40.32333° пн. ш. 98.59583° зх. д. (40.323444, -98.595880).  За даними Бюро перепису населення США в 2010 році селище мало площу 0,93 км², уся площа — суходіл.

## Демографія
Згідно з переписом 2010 року, у селищі мешкало 237 осіб у 93 домогосподарствах у складі 65 родин. Густота населення становила 255 осіб/км².  Було 118 помешкань (127/км²).
Расовий склад населення:
| - 87,3 % — білих - 3,8 % — вихідців з тихоокеанських островів - 7,6 % — осіб інших рас |

До двох чи більше рас належало 1,3 %. Частка іспаномовних становила 9,7 % від усіх жителів.
За віковим діапазоном населення розподілялося таким чином: 26,6 % — особи молодші 18 років, 56,9 % — особи у віці 18—64 років, 16,5 % — особи у віці 65 років та старші. Медіана віку мешканця становила 41,6 року. На 100 осіб жіночої статі у селищі припадало 83,7 чоловіків;  на 100 жінок у віці від 18 років та старших — 89,1 чоловіків також старших 18 років.
Середній дохід на одне домашнє господарство  становив 50 221 долар США (медіана — 37 188), а середній дохід на одну сім'ю — 61 050 доларів (медіана — 50 500). За межею бідності перебувало 12,8 % осіб, у тому числі 16,0 % дітей у віці до 18 років та 6,7 % осіб у віці 65 років та старших.
Цивільне працевлаштоване населення становило 97 осіб. Основні галузі зайнятості: освіта, охорона здоров'я та соціальна допомога — 19,6 %, виробництво — 15,5 %, сільське господарство, лісництво, риболовля — 14,4 %.